# Bitka kod Hirbe
Bitka kod Hirbe (552. pr. Kr.) predstavlja prvu bitku Perzijskog ustanka odnosno prvi oružani sukob Perzijanaca i Medijaca općenito. Pobunu je pokrenuo tada 24-godišnji perzijski princ Kir Veliki, a ona će kasnije rezultirati promjenom političkog balansa sile u korist Perzije, te stvaranju prvog Perzijskog Carstva. Glavni izvor o bitci kod Hirbe je Nikolaj iz Damaska, dok ostali povjesničari poput Herodota, Ktezija i Strabona također spominju bitku u svojim djelima.
Posljedica bitke kod Hirbe bila je odluka medijskog kralja Astijaga da se osobno obračuna s Kirom, odnosno da napadne Perziju. Ipak, njegov pohod protiv Perzijanaca završit će neuspjehom i konačnim padom. Nakon što Perzijanci ovladaju Medijcima, nastupit će razdoblje pomirbe i suživota među dvjema iranskim narodima. Također, medijski glavni grad Ekbatana postat će jedan od glavnih gradova novog Perzijskog Carstva.

## Pozadina
Bitka se dogodila nedugo nakon početka Perzijskog ustanka, za koji se procijenjuje kako je počeo u ljeto 553. pr. Kr. Prema oskudnim izvorima smatra se kako se bitka odigrala oko pola godine nakon početka ustanka, dakle na zimu 552. pr. Kr. Astijag, medijski kralj i Kirov djed, odbijao je višestruke zahtjeve Kira Velikog da napusti medijski kraljevski dvor i ponovo posjeti svoje roditelje, kao što je već učinio nekoliko puta ranije. Iako njegov zahtjev nije bio neobičan, Kir je napravio pogrešku time što je ponovio zahtjev neposredno nakon početka ustanka, no nakon što je perzijski podanik Oebar uvjerio Astijaga, dozvolio mu je posjet roditeljima. Prema Herodotu, odmah nakon Kirovog puta roditeljima u Perziju medijski general Harpag mu je u utrobi zeca poslao tajnu poruku o planu svrgavanja Astijaga, koju je Kir predao svome ocu Kambizu I. Ova priča poklapa se s Nikolajevim djelima koji spominje kako je Kambiz I. već skupio velik broj vojnika prije početka općeg sukoba, dok je Kiru dao na raspolaganje manji dio vojske. Ovaj podatak potvrđuje pretpostavku povjesničara kako je ustanak počeo mjesecima uoči bitke. Astijagovo dopuštenje Kirovom odlasku roditeljima pokazalo se kao jedan od razloga velike povijesne prekretnice koja će omogućiti Perzijancima da stvore najmoćnije carstvo u antici.

## Povod
Kir Veliki bio je u Ekbatani kada je Perzijski ustanak već otpočeo. Prema povjesničaru Nikolaju iz Damaska, nakon što je Kir Veliki napustio medijski kraljevski dvor pobjegao je budući kako je znao da će u slučaju otkrivanja njegovih pravih motiva biti pogubljen. Naime, Kir je imao odlučni plan da se priključi svom ocu Kambizu I. u Perzijskom ustanku. Također, Kir je bio na dobnom prijelazu da postane odrasla osoba i saznao je kako ga je Astijag već neuspješno pokušao ubiti dok je bio novorođenče. Kir i Astijag dijelili su isti karakter po pitanju autoriteta, unatoč tome što je Kir bio tek 24-godišnjak. Astijag nije bio siguran je li sigurno dopustiti Kiru povratak u njegovu domovinu, no Harpag ga je uvjerio kako Kir ne predstavlja nikakvu opasnost, čak ni onda kada su se već počeli pojavljivati prvi znakovi Perzijskog ustanka. Budući kako je znao da je Astijaga lako prevariti, Kir je imao još jednu prednost da donese slobodu u Perziju.
Citat fragmenata djela Nikolaja iz Damaska:

Kad je Kir ponovo posjetio Astijaga, Oebar mu je dao svoj savjet. Kir ga je prihvatio, poslao u Perziju, i kada se našao u mogućnosti pitao je Astijaga po obrascu Oebarova savjeta da posjeti Perziju. Kralj ga nije htio pustiti. Kir se tada odlučio osloniti na najpouzdanijeg eunuha te pričekati povoljan trenutak da ponovo zamoli za put u Perziju. Jednog dana, kada je Kir pronašao Astijaga dobre vođe i pripitog vinom, dao je eunuhu znak pa je ovaj dostavio kralju poruku koja je glasila: „Kir te požrtvovno moli da budeš milostiv i da mu udovoljiš posjet bolesnom ocu“. Astijag je pozvao Kira te mu sa smješkom dopustio putovanje od pet mjeseci, no šestog mjeseca se morao vratiti. Kir se naklonio u znak zahvale kralju, te se idućeg dana zaputio u Perziju.

Istovremeno, Astijag je pozvao najbolje medijske zabavljače i pjevače, a zadnju pjesmu izvodio je zoroastrijski svećenik (Magi) zajedno s jednom djevojkom, čije su ga riječi duboko uznemirile:

Opasna divlja zvijer,

Žešća od bilo kojeg vepra,

Puštena je;

Poslana u sunčanu zemlju kojom će ovladati,

Sa sposobnim ljudima,

Pokrenut će rat protiv goleme vojske.

Čuvši ove stihove, Astijag se prisjetio proročanstva kako će ga unuk svrgnuti s prijestolja pa je upao u veliku depresiju. Jedan Babilonac savjetovao mu je da pogubi Kira Velikog čim se vrati s putovanja. Astijag je pokušao opozvati Kira s putovanja, no neuspješno.

## Bitka
Nikolaj iz Damaska dalje navodi:

Astijag je pjesmu poistovjetio sa sobom i Kirom, pa je poslao 300 konjanika da ga vrate natrag pod svaku cijenu, živog ili mrtvog. Kada su konjanici dostigli Kira i priopćili mu Astijagove zapovjedi, on im je lukavo odgovorio, možda prema Oebarovom savjetu: „Zašto se ne bi vratio ako me moj gospodar treba? Danas ćemo gozbiti, a sutra ćemo krenuti natrag.“ Ovaj odgovor naišao je na njihovo odobravanje. Prema perzijskom običaju, Kir je dao pripremiti mnogo goveda i drugih životinja da nahrani konjanike te ih je napio, no istovremeno je poslao poruku ocu da mu pošalje 1.000 konjanika i 5.000 pješaka do grada Hirbe koji se nalazio na putu, te da po zapovjedi kralja naoruža ostale Perzijance što je prije moguće. Ipak, nije govorio o svojim namjerama. Tijekom noći Oebar je uzeo konja i požurio se u Hirbu gdje je naoružao stanovnike i preuzeo poslanu Kambizovu vojsku. Kada su se Astijagovi konjanici ujutro probudili u mamurluku otkrili su kako je Kir nestao pa su ga gonili na putu do Hirbe. U ovom gradu Kir je prvi put pokazao svoju hrabrost, sa svojim Perzijancima pobio je 250 Astijagovih konjanika. Ostatak je pobjegao, i informirao Astijaga o događaju.

Danas nije poznato je li i perzijsko pješaštvo sudjelovalo u bitci, ili su se pak obračunavale samo protivničke konjice. Najvjerojatnije je kako je sudjelovala samo konjica, budući kako se Kir Veliki neposredno nakon bitke kod Hirbe morao povući prema Perziji jer Astijagova konjica mogla ga je brzo doseći prilikom njegovog dugog putovanja na jug. Prilikom ove bitke Kir je bio brojčano superiorniji od Medijaca, no povjesničar Nikolaj iz Damaska navodi kako je pobjeda rezultat njegove hrabrosti i vojnog umijeća. Prema Herodotu, Medijce je u prvoj bitci predvodio Harpag a prilikom bitke dio njih je ubijen, dio se priključio Kiru, dok se ostatak povukao u Ekbatanu. Moderni povjesničari poistovjećuju Herodotov opis s bitkom kod Hirbe koju je opisao Nikolaj.

## Posljedice
Dok se Kambiz I. sastao sa svojim sinom Kirom i okupio 350.000 perzijskih vojnika, Astijag je istovremeno okupio sve raspoložive snage iz svih krajeva Medijskog Carstva koji su imali 1.205.000 vojnika, te krenuo u pohod na Perziju. Većina povjesničara ove brojke smatra uvećanima, dok ostali smatraju kako je riječ o ukupnim rezervama. Naime, tokom daljnjih bitaka sudjelovalo je ukupno 200.000 ljudi na obje strane. Astijag je shvatio kako je podcijenio Kirovu vojnu moć, pa je odlučio kako će morati pokrenuti masivnu invaziju protiv Perzijanaca koja je počela nedugo nakon bitke kod Hirbe.

## Povijesni značaj
Bitka kod Hirbe bila je prvi veliki udarac Medijcima, te prvi njihov vojni poraz nakon dugo vremena. Također, bitka je nagnala medijskog kralja Astijaga da pokrene veliki vojni pohod protiv Perzijanaca, dok je Kir Veliki istovremeno pokušavao nagovoriti sjeverne satrapije na pobunu, odnosno na savez s Perzijom. Neposredno nakon rata, Medijci i Perzijanci i dalje su bili usko vezani te su živjeli u međusobnom poštovanju, primjerice Medijcima je bilo dozvoljeno postati dijelom elitnih jedinica Perzijskog Carstva (tzv. Perzijski besmrtnici). Od ranih 1900-ih bitka je gotovo zaboravljena, budući kako njeni izvori uglavnom datiraju iz ostataka djela drevnih povjesničara. Ipak, moderni povjesničari u zadnje vrijeme izrazili su veliki interes za ovu bitku koju smatraju velikom prekretnicom u antičkom svijetu, budući kako je ona bila početak ostvarivanja ahemenidske perzijske dominacije regijom u idućih četvrt tisućljeća.

## Poveznice
- Perzijski ustanak
  - Bitka kod perzijske granice
  - Opsada pasargadskog brda
  - Bitka kod Pasargada
- Ahemenidsko Perzijsko Carstvo
- Ahemenidska dinastija
- Kir Veliki
- Perzijanci
- Astijag
- Medijci

### Antička djela
- Nabonidove kronike (babilonski tekstovi)
- Herodot - „Povijesti“ (I. 127. i I. 128.
- Ktezije: „Persica“
- Justin: Sadržaj „Filipske povijesti“ Pompeja Troga (I. 6.)
- Nikolaj iz Damaska: Fragmenti djela
- Strabon: „Povijest“, XV. 3.8.
- Athenaeus: „Deipnosofisti“, 1.14 (633e) 6:419

### Moderna djela
- W. B. Fischer, Ilya Gershevitch i Ehsan Yarshster: The Cambridge History of Iran, izdavač: Cambridge University Press, 1. svezak, 1993.
- Max Duncker: „Povijest antike“ (The History of Antiquity), Richard Bentley, London, 1881.
- Hugh Chisholm - The Encyclopædia Britannica: A Dictionary of Arts, Sciences, Literature and General Information, Cambridge, Engleska; New York, izdavač: The University Press, 1910.
- George Rawlinson: „Sedam velikih monarhija antičkog Istoka“ (The Seven Great Monarchies of the Ancient Eastern World), New York, izdavač: John B. Eldan Press, 1885. (reizdanje 2007.), str. 120. – 121.
- Peter N. Stearns i William L. Langer: „Enciklopedija svjetske povijesti: antička, srednjovjekovna i moderna“ (The Encyclopedia of World History: Ancient, Medieval, and Modern), izdavač: Houghton Mifflin Press, Boston, 2001., str. 40.
- Robert Anderson Edward: „Povijest nestalih civilizacija Istoka“ (The Story of Extinct Civilizations of the East), izdavač: Phillips McClure, 1904.
- Charles M. Laymon: The Interpreter's One Volume Commentary on the Bible: Introduction and Commentary, izdavač: Abingdon Press, 1971.
- James Ussher, Larry Pierce i Marion Pierce: „Svjetski ljetopisi“ (The Annals of the World), Green Forest, izdavač: Master Books, 2006.

## Vanjske poveznice
- Max Duncker: „Povijest antike“ (The History of Antiquity) - puni prijevod u html formatu (prevoditelj: Evelyn Abbott)
- M. A. Dandamaev: „Politička povijest Ahemenidskog Carstva“ (A Political History of the Achaemenid Empire), prevoditelj: W. J. Vogelsang, izdavač: BRILL Press, 1989.
- James Orr: The International Standard Bible Encyclopaedia, Chicago, izdavač: The Howard-Severance Co., 1915.
- „Nabonidove kronike“, Livius.org, Jona Lendering  Arhivirana inačica izvorne stranice od 8. prosinca 2016. (Wayback Machine)